# Мюзик Сейф
Мюзик Сейф (эст. Muusik Seif, также известен вариант Music Seif) — эстонская рок-группа, известная не только в Эстонии, но и во всём СССР.

## История
Группа создалась в 1981 году на базе дискогруппы Mobile, когда к ней присоединились Тынис Мяги и клавишник Ааре Пыдер. Таким образом в начальный состав, кроме этой пары, входили ещё гитарист Элму Вярк, органист Мати Ваарманн, ударник Микк Тарго и басист Маргус Орав. В таком виде группа просуществовала первые два года.
Группа исполняла музыку самых различных жанров и стилей: синти-поп, диско, баллады, ритм-н-блюз, рок-н-ролл, тяжёлый рок; как вещи собственного сочинения (преимущественно Мяги и Вярка), так и каверы западных музыкантов (Боба Сигера, Джимми Клиффа, а также групп Shocking Blue и Rainbow), а также песни советских композиторов, особенно много песен авторства Виктора Резникова.
В 1983 году сформировался «классический» состав с Яаком Ахеликом на ударных и Яаном Раудкатсом на басу. Был записан диск-гигант «Mäe kaks nõlva» (Два склона горы).
В 1984 году к группе присоединился второй гитарист, блюзмен из Тарту Юри Розенфельд. С ним группа колесила по просторам СССР и выступала на очередном Тартуском рок-фестивале. Группа получила специальную премию «За высокий уровень выступления». В дальнейшем в группе играли гитаристы Айвар Оя и Рихо Сибул (экс-«Propeller», впоследствии «Ultima Thule»), а также клавишник Ааво Ульвик.
В качестве солистов ансамбля кроме Мяги выступали Марью Ляник, Урмас Варе и Анне Вески. Группа выступила на Тартуских Днях музыки в 1985 и 1986 годах. А в 1987 году одни музыканты Мюзик Сейфа составили основу новой группы Ultima Thule, а другие — Kolumbus Kris.

## Состав группы
- Тынис Мяги — вокал, клавишные, гитара
- Марью Ляник — вокал (1981-82)
- Урмас Варе — вокал (1985)
- Анне Вески — вокал (1982-84)
- Ааре Пыдер — клавишные (1981)
- Ааво Ульвик — клавишные (1984-87)
- Мати Ваарманн — клавишные, орган, вокал
- Элму Вярк — гитара, вокал
- Юри Розенфельд — гитара (1983-86)
- Рихо Сибул — гитара (1985-86)
- Маргус Орав — бас-гитара (1981-85)
- Яанус Раудкатс — бас-гитара (1985-87)
- Микк Тарго — ударные (1981)
- Яак Ахелик — ударные (1981-87)

## Альбомы
- Tōnis Mägi & Muusik Seif (1982)
- Mäe Kaks Nōlva (1983)
- Anne Veski & Muusik Seif (1983)
- 1980 — 1985 (1985) (распространялся под названием «Тынис Мяги — Олимпиада-80», переиздан в 1988 году)

## Факты
- В оформлении альбома Tōnis Mägi & «Muusik Seif» название коллектива указано как Music Seif. В оформлении последующих альбомов группы этот вариант на территории Эстонии не применялся[1].